# Rudolf Lochner
Rudolf Lochner (n. 29 martie 1953, Berchtesgaden, Bavaria, Germania) este un bober ce a reprezentat Germania, medaliat olimpic. A participat la două ediții a Jocurilor Olimpice (1992, 1994) în care a câștigat o medalie de argint.

## Participări
Lista de mai jos prezintă principalele competiții la care a participat Rudolf Lochner de-a lungul carierei.
- bobsleigh aux Jeux olympiques de 1992[*]